# 松岡博
松岡 博（まつおか ひろし、1939年（昭和14年）3月31日 - 2013年（平成25年）7月25日）は、日本の法学者。専門は国際私法。学位は、法学博士（大阪大学・論文博士・1987年）。大阪大学名誉教授。元大阪大学副学長。帝塚山大学学長・帝塚山大学国際ビジネス法務塾塾長を歴任。弁護士（大阪弁護士会、土居総合法律事務所）。大阪市人事委員会委員長。大阪市出身。

## 略歴
1957年、大阪府立清水谷高等学校卒業。1961年、大阪大学法学部卒業。専門は、国際私法・国際取引法。
1970年に大阪大学法学部助教授。1974年、米ハーバード・ロー・スクール客員研究員。1981年、大阪大学法学部教授。1987年、大阪大学より法学博士の学位を取得。1990年、大阪大学学生部長。1992年、司法試験（第二次試験）考査委員（1999年まで）。1993年、大阪大学法学部学部長。1994年、大阪大学副学長。
2002年、帝塚山大学法政策学部教授、大阪大学名誉教授。2003年、帝塚山大学法政策学部長。2004年、弁護士登録。2005年、帝塚山大学学長。2007年、帝塚山大学国際ビジネス法務塾塾長。
そのほか、中央労働委員会地方調整委員長、財団法人国際高等研究所フェローなどを歴任。
2013年7月25日に甲状腺がんのため死去、74歳没。

## 著書
単著
- 国際私法講義要綱(1982年、玄文社 ISBN 978-4876090082)
- 国際私法における法選択規則構造論（1987年、有斐閣 ISBN 978-4641045767)
- 国際取引と国際私法（1993年、晃洋書房 ISBN 978-4771006362)
- 国際家族法の理論(2002年、大阪大学出版会 ISBN 978-4872590838)
- 国際私法・国際取引法判例研究 (大阪大学新世紀レクチャー)(2003年、大阪大学出版会 ISBN 978-4872591460)
- 国際関係私法入門―国際私法・国際民事手続法・国際取引法 (2007年、有斐閣 ISBN 978-4641046429)
- アメリカ国際私法の基礎理論(2007年、大阪大学出版会 ISBN 978-4872592214)
- 現代国際私法講義 (NJ叢書)(2008年、法律文化社 ISBN 978-4589031303)
- 国際知的財産法の潮流  帝塚山大学出版会叢書(2008年、帝塚山大学出版会 ISBN 978-4925247054)

共著
- 国際私法概論(1998年、有斐閣 第3版 ISBN 978-4641086128 : 第5版 ISBN 978-4641183537)

編纂
- 国際私法年報 1(1999)(1999年、信山社 ISBN 978-4797218718)
- 国際私法年報 7(2005)(2006年 信山社 ISBN 978-4797218770)
- 国際私法年報 8(2006)(2007年、信山社 ISBN 978-4797218787)
- 国際私法年報 9(2007)(2008年、信山社 ISBN 978-4797218794)

翻訳
- アメリカ抵触法〈上巻〉管轄権編 (LexisNexisアメリカ法概説)(2008年、レクシスネクシス・ジャパン ISBN 978-4841905106)

## 所属学会
- 国際法学会（名誉会員）
- 国際私法学会（監事）
- 国際経済法学会
- 国際法協会（日本支部理事）
- 日米法学会